# Lada Niva
De Lada Niva (Russisch: Лада Нива) (intern VAZ 2121) is een door AvtoVAZ ontwikkelde vierwielaangedreven auto die wordt gebouwd in Toljatti, Rusland. De auto is vanaf 1977 nagenoeg ongewijzigd in productie. Sinds 1994 is er ook een vijfdeurs uitvoering met een verlengde wielbasis (intern VAZ 2131) of een driedeurs pick-up op het chassis van de vijfdeurs (intern VAZ 2329).
Sinds 2013 ging de Niva door het leven als Lada 4x4 of Lada Taiga omdat General Motors de rechten op het gebruik van de naam Niva had gekocht. Samenwerking tussen GM en AvtoVAZ leverde in 1998 de Chevrolet Niva (VAZ 2123) op, een geheel andere auto. Nadat de Chevrolet Niva in 2020 werd omgedoopt tot Lada Niva en vervolgens Lada Niva Travel, werd de naam van de Lada 4x4 in januari 2021 gewijzigd in Lada Niva Legend.

## Geschiedenis
In 1977 begon bij VAZ in de toenmalige Sovjet-Unie de productie van een voor het eerst geheel in eigen huis ontwikkelde auto. De vierwielaangedreven auto was reeds in 1975 gepresenteerd op een jubileumtentoonstelling. Anders dan de Russische terreinwagens OeAZ 469 en LoeAZ 969 is de Niva een terreinvaardige personenauto. De driedeurs auto werd meteen een groot succes, ook op Westerse exportmarkten.
De Niva was begin jaren tachtig goed voor zo'n 40 procent van alle verkochte terreinwagens. De introductie op de West-Europese markt viel samen met een groeiende vraag naar geciviliseerde terreinwagens voor privégebruik. De Niva mag gezien worden als een van de grondleggers van het SUV-segment.
Gunstig voor de productie is dat op talrijke onderdelen uit de lopende VAZ-productie kon worden teruggegrepen. Motor en versnellingsbak stamden van de Lada 1600, waarvan het technisch basisconcept gebaseerd was op de Fiat 124. Het koelsysteem werd aangepast, het reservewiel vond een plaats onder de motorkap. Daarnaast beschikt de Niva over een hoge en lage gearing en een tussendifferentieel. De spoorbreedte van de achteras werd met 20 mm verbreed. De maximale klimvaardigheid van de Niva ligt op 58 procent.
De Niva is een spartaans uitgevoerde terreinauto. De wagen werd onder andere ingezet bij de aanleg van de Kanaaltunnel tussen Frankrijk en het Verenigd Koninkrijk. Er waren 45 Lada Niva's in gebruik, elke auto reed gedurende het project 70.000 kilometers over onverhard terrein.

## Doorontwikkeling
De Niva is vanaf het begin geleverd met een 1.6 liter benzinemotor met carburateur die een vermogen had van 78 pk. Door de strenge milieu-eisen werd die motor in 1995 vervangen door een nieuwe 1,7 monopoint-inspuiting injectiemotor met 84 pk; uiterlijk was deze herkenbaar aan een gewijzigde achterzijde.
Sinds 1993 wordt een versie met verlengde wielbasis en achterdeuren geproduceerd als VAZ 2131. Deze vijfdeurs 4x4 is met zijn lengte van 4,24 meter een halve meter langer dan de driedeurs. Ook de wielbasis is met 2,7 meter een halve meter langer dan die van de reguliere 4x4. Naast de personenauto is er ook een vierdeurs bestelwagen die ook wordt gebouwd als ambulance, brandweerwagen en andere speciale versies.
In 1996 kwam de 1,9 liter PSA-dieselmotor met 64 pk erbij. De productie daarvan werd in 1998 alweer gestaakt maar de productie van de Turbodiesel PSA-motor met 75 pk werd voortgezet tot 2001. In 2000 werd de benzinemotor aangepast met een multipoint-inspuiting en leverde sindsdien 84 pk.
Door de gewijzigde belastingwetgeving, waardoor de nieuwprijs voor een deel wordt bepaald door de CO2-uitstoot, is de Lada Niva in 2010 uit het Nederlandse leveringsprogramma verdwenen. De Niva stootte op dat moment 233 gram CO2 per kilometer uit. Daarmee zou de nieuwprijs van de auto volgens de importeur te hoog worden, hoewel de Niva toen al een cultstatus had en er juist naar dat Lada-model grotere vraag was.
In de landen om Nederland heen ging de verkoop gewoon door. In 2010 kreeg de Niva een uiterlijke upgrade met grotere knipperlichten vooraan, een digitale kilometerteller en van binnenuit verstelbare buitenspiegels. In 2015 werd een gemodificeerde versie van de Lada 4x4 geïntroduceerd met de aanduiding Urban. Deze heeft lichtmetalen velgen, kunststof bumpers, stoelverwarming, elektrisch bedienbare ruiten en elektrisch verstelbare en verwarmbare buitenspiegels. In 2016 kreeg de 4x4 opnieuw een kleine facelift, bestaande uit onder meer een nieuwe grille, vernieuwde middenconsole met bekerhouders, elektrische raambediening en een nieuw logo op de achterzijde. Naast talrijke detailwijzigingen werden ook de reminrichting en koppeling gewijzigd.
In 2017 vierde Lada de veertigste verjaardag van de 4x4 met een 40th Anniversary-editie, leverbaar in de normaliter niet leverbare kleuren beige, rood en wit of in camouflagetrim. Verder heeft deze uitvoering onder meer zwarte lichtmetalen velgen en speciale badges. Er werden in totaal 1.977 exemplaren gemaakt, een verwijzing naar het geboortejaar van de oer-Niva.
In 2021 begon de auto als Lada Niva Legend aan zijn 44e levensjaar. De Niva Legend en Niva Travel (voorheen Chevrolet Niva) vormen daardoor een nieuwe Niva-familie. Met het omdopen van de 4x4 in Niva Legend werden tegelijkertijd nieuwe uitstroomopeningen van het ventilatiesysteem in de C-stijlen gemonteerd die voor iets minder bijgeluiden in het interieur moeten zorgen.

## Afbeeldingen

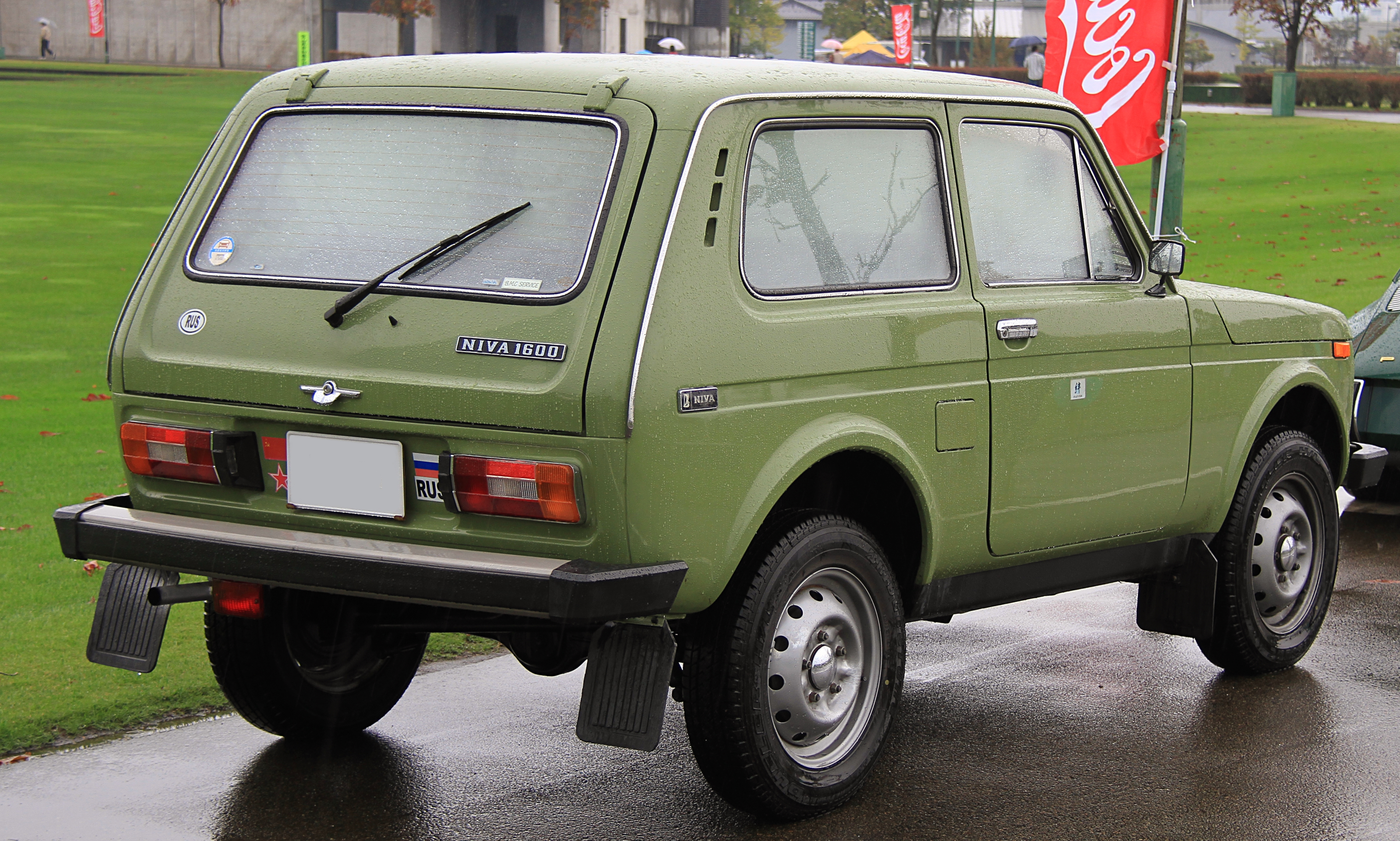
achterzijde
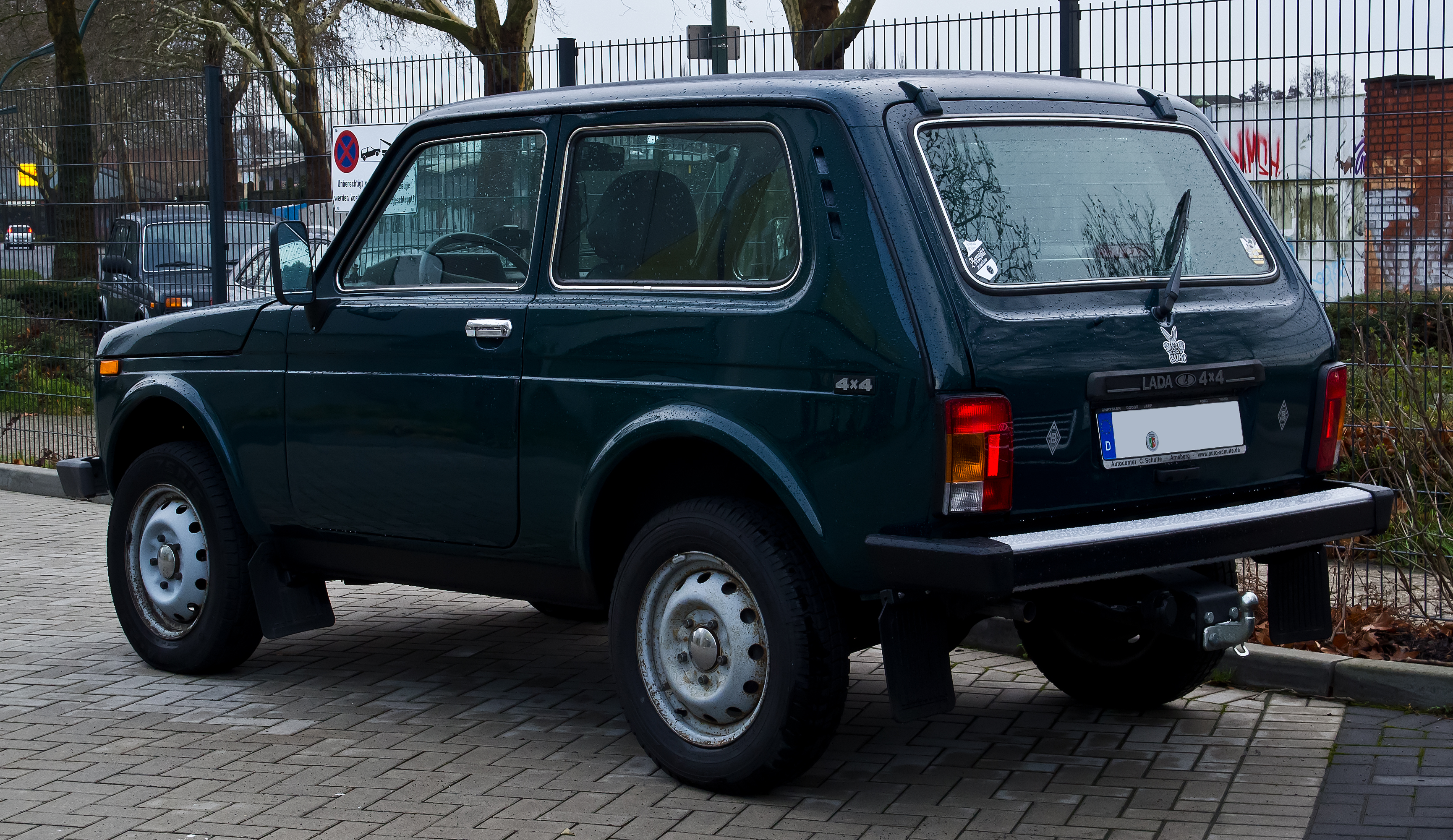
achterzijde vanaf 1995
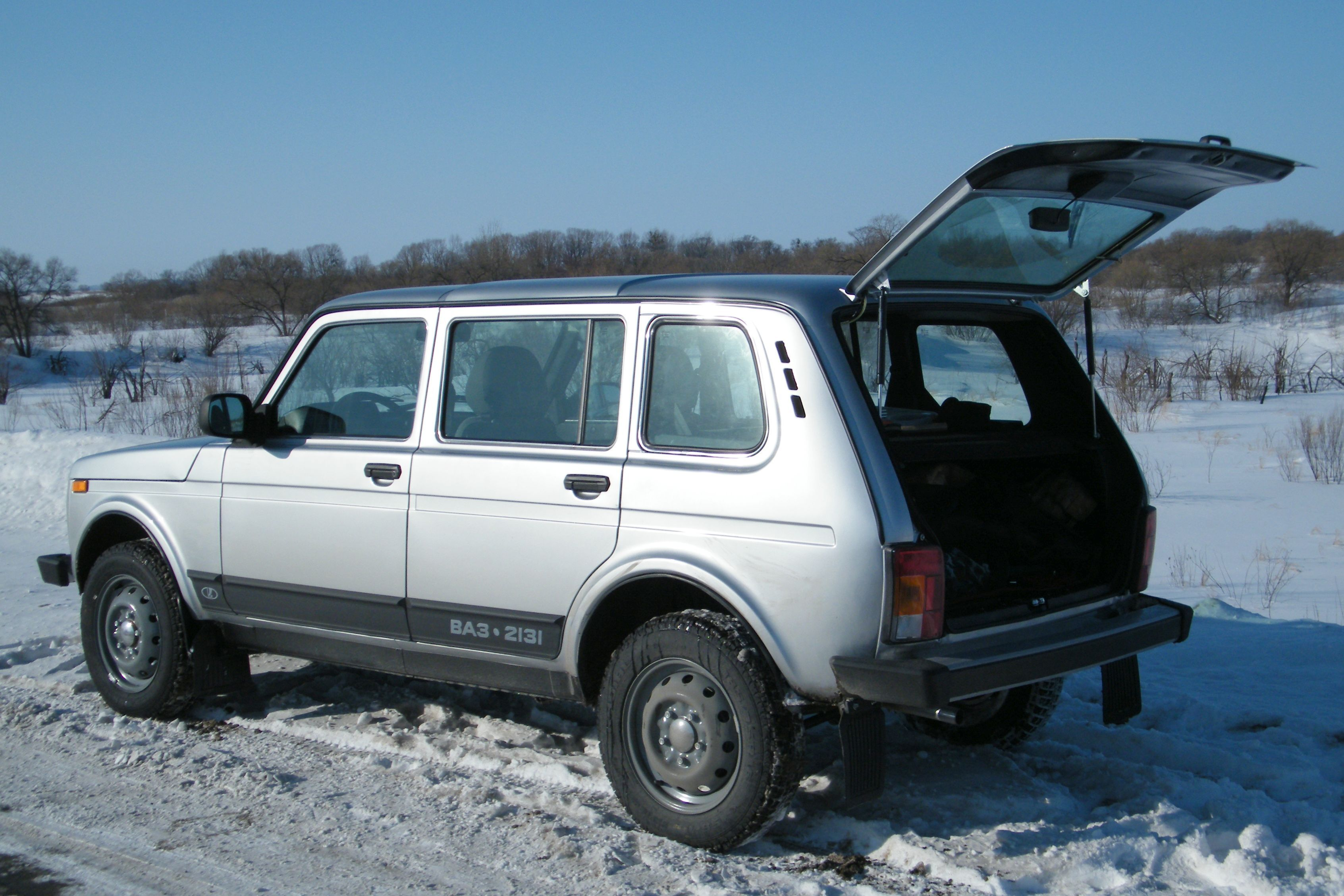
5-deurs (2131)
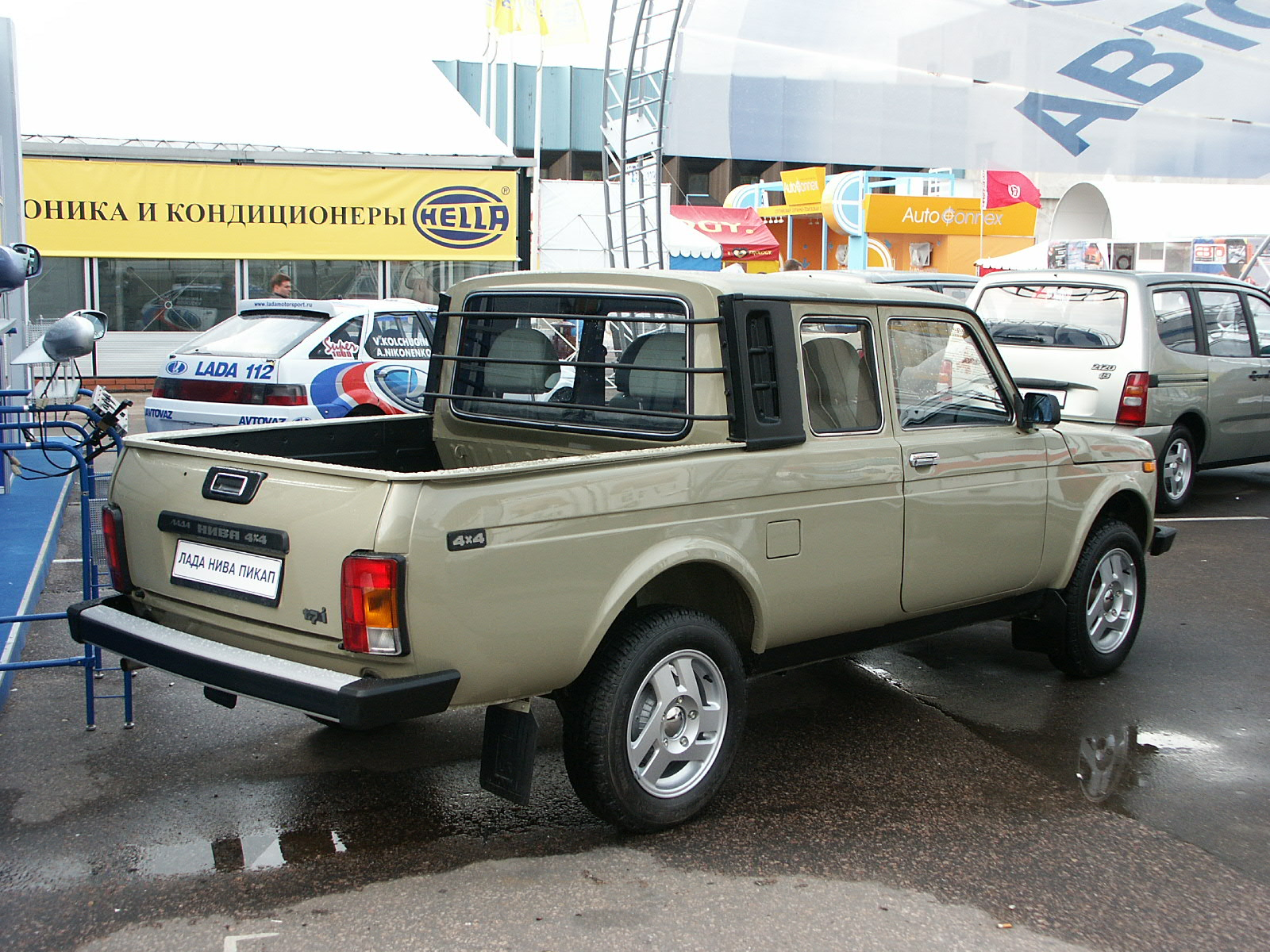
pick-up (2329)
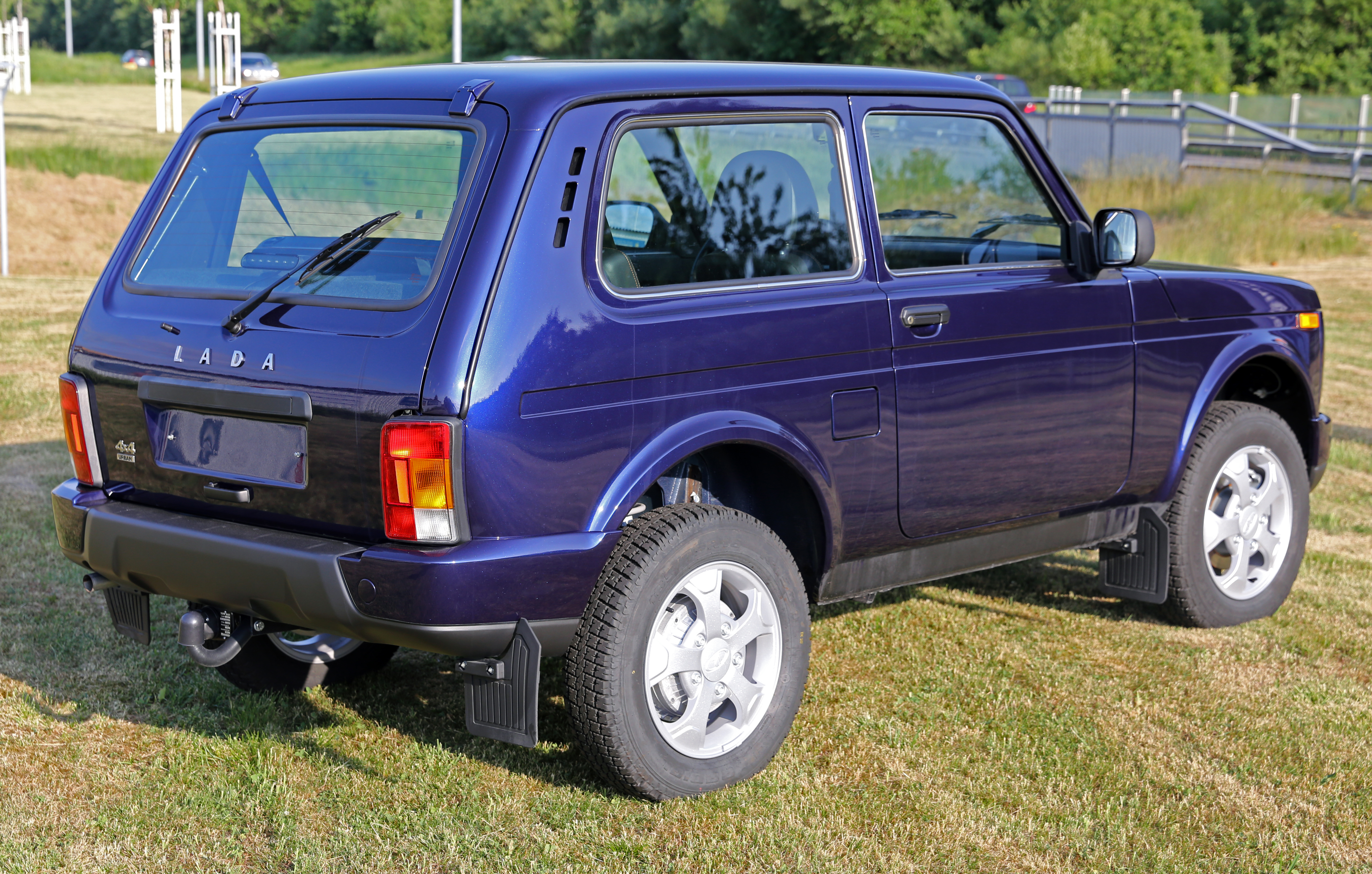
4x4 Urban

Modellen in productie:
Granta · 
Largus · 
Vesta · 
XRAY · 
Niva

Modellen niet meer in productie:
1200 · 
1300 · 
1500 · 
1600 · 
2105 · 
2107 · 
2104 · 
Oka · 
Samara · 
110 · 
111 · 
112 · 
Nadezjda ·
Kalina ·
Priora